# Josep Perich Sicília
Josep Perich Sicília (Barcelona, 24 de gener de 1975) és un exjugador de bàsquet català. Amb els seus 1,90 metres d'alçada jugava en la posició de base.

## Carrera esportiva
Tot i haver formar part de ben jove de l'escola Brafa, Josep Perich es va formar com a jugador de basquetbol a les categories inferiors del Joventut de Badalona, passant un any a l'equip de l'institut Ravenswood, a Virgínia de l'Oest (Estats Units). En tornar d'Amèrica va jugar en equips vinculats al Joventut a Segona Divisió, com l'Ademar Badalona, i a Primera, com el Sant Josep. L'any 1994, sent jugador de lliga EBA del Sant Josep de Badalona, va debutar a la lliga ACB en partit amb el Joventut. El mateix va succeir la temporada següent, en que Perich va arribar a disputar dotze partits amb el primer equip de la Penya tot i tenir fitxa del vinculat badaloní.
La temporada 1996-97 va anar cedit al CB Mollet de la lliga EBA, i la temporada següent va jugar al CB Montcada, també d'EBA. El 1998 va iniciar una estada de dos anys a la lliga portuguesa, on va jugar amb l'A.D. Ovarense i el CAB Madeira Funchal. L'any 2000 va tornar a la lliga espanyola per jugar dos anys al CB Aracena d'EBA, i el començament de la segent temporada al Drac Inca de la lliga LEB, substituint al lesionat Willy Villar. Després va decidir centrar-se en finalitzar la seva carrera universitària, i passar a jugar només en equips de grup català d'EBA, com L'Hospitalet o el Prat, on va acabar la seva carrera.